# Бутков, Пётр Григорьевич
Пётр Григорьевич Бутков (1775—1857) — русский историк, действительный член Академии наук, государственный деятель, действительный тайный советник, сенатор.

## Биография
Родился 17 (28) декабря 1775 года в слободе Осинове Старобельского уезда Харьковской губернии. Имел старшего брата Михаила.
Начал службу во Владимирском драгунском полку. Проходя на Кавказе военную службу, Бутков начал собирать материалы по истории Грузии и сношений России с Персией. В годы присоединения Грузии (1801—1802) был правителем канцелярии главнокомандующего Кнорринга.
В 1803 году Бутков вышел в отставку и, покинув Кавказ, поселился в Санкт-Петербурге, где продолжал свои занятия по истории Грузии.
В 1805 году Бутков снова поступил на службу и был причислен к герольдии; в 1809 году определён генерал-аудитор-лейтенантом к главнокомандующему молдавской армией, генерал-фельдмаршалу князю А. А. Прозоровскому, а при преемниках последнего, князе Багратионе и графе Каменском 2-м, управлял ещё походной канцелярией и вел переписку о действиях и движениях армии.
В 1811 году Бутков по болезни оставил службу и пробыл в отставке до 1820 года, когда был назначен директором училищ Воронежской губернии, а в 1823 году назначен чиновником по особым поручениям при финляндском генерал-губернаторе графе Закревском.
В 1828 году был назначен членом совета Министерства внутренних дел и в этом звании дважды, в отсутствие министра, управлял министерством; в 1841 году был избран в академики, в 1849 году назначен сенатором.
Был удостоен чинов действительного статского советника (1826 год), тайного советника (1836 год), действительного тайного советника (1856 год).
Умер 12 (24) декабря 1857 года. Похоронен на Волковском православном кладбище. Могила утрачена.
Именем П. Г. Буткова названа пещера на Северном Кавказе, поблизости станицы Новосвободной (Адыгея).

## Награды
- Орден Святого Иоанна Иерусалимского (1800)
- Орден Св. Анны 4-й степени (1800)
- Орден Св. Владимира 2-й степени (1828)
- Орден Святой Анны 1-й степени (1830)
- императорская корона к ордену Св. Анны 1-й степени (1831)
- Орден Белого орла (1840)
- Орден Святого Александра Невского (1853)

## Семья
Был женат на Варваре Ивановне Корнеевой (15.12.1792—26.01.1878). Их дети:
- Владимир (1813—1881)
- Екатерина (22.09.1814—07.04.1843), замужем за А. П. Суковкиным.
- Константин (19.06.1816—?)
- Елена (19.06.1816—1887)
- Александр (1817—?)